# Richard Petty Motorsports
Richard Petty Motorsports est une écurie de NASCAR Cup Series créée en 2009. Elle est née de la fusion entre Petty Enterprises et Gillett Evernham Motorsports et est dirigée par Richard Petty, ancien septuple champion de la discipline.

## Parcours en NASCAR Cup Series
Kasey Kahne remporte la première course de cette nouvelle écurie sur le circuit routier de Sears Point à Sonoma en Californie au volant de la Dodge no 9. Il s'impose quelques semaines plus tard à Atlanta avant que les Dodges soient remplacées en fin d'année par des Ford. Marcos Ambrose lui succède en 2011 et s'imposera également sur circuit routier à Watkins Glen en 2011 et 2012, les deux seules victoires de sa carrière en Cup Series. Le 5e succès de l'écurie intervient en 2014 lors de la course d'été à Daytona grâce cette fois à la no 43 pilotée par Aric Almirola. 
À ses débuts, la Richard Petty Motorsports engageait 4 voitures. Depuis 2016, seule la no 43 court en Cup Series, Darrell Wallace Jr. ayant succédé à Almirola en 2018 sur une Chevrolet.

## Référence
1. ↑  (en) Richard Petty Motorsports (owner) : NASCAR Cup Series Results (wins) (racing-reference.info)